# Банти, Кристиано
Кристиа́но Ба́нти (итал. Cristiano Banti, 1824—1904) — итальянский художник, автор жанровых и пейзажных картин. Профессор Академии изящных искусств (Флоренция), ведущий представитель тосканской художественной школы «Маккьяйоли» (вторая половина XIX века), его работы сочетают оригинальные решения и безукоризненный академический стиль.

## Биография
Банти родился в обеспеченной семье, учился в Академии изящных искусств Сиены. Первое время работал в неоклассическом стиле, создав свою самую известную работу «Галилей перед инквизицией» (1857 год).

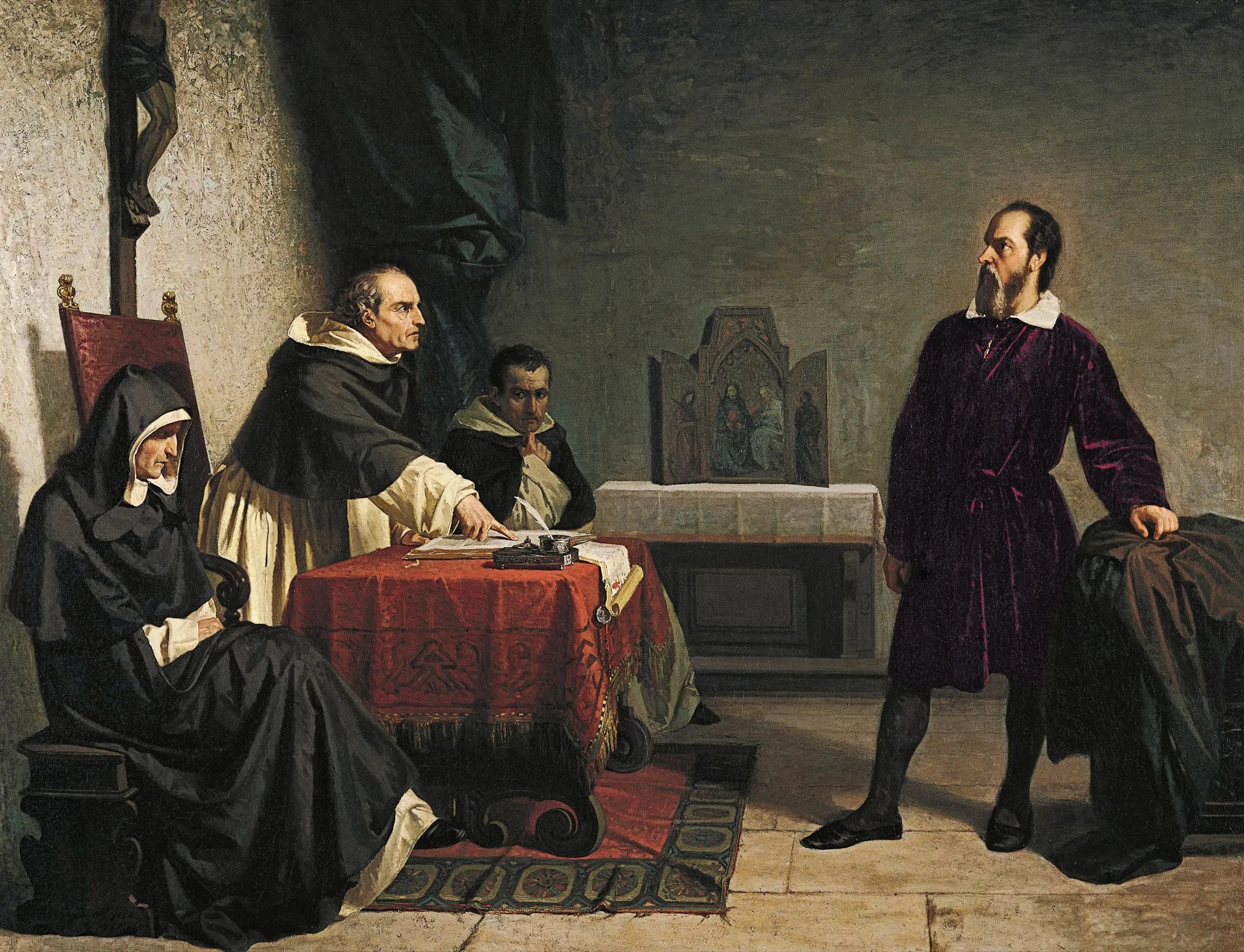
Галилей перед инквизицией.

В 1854 году Банти переехал во Флоренцию, где вскоре присоединился к движению Маккьяйоли. Полная смена его эстетических идеалов привела к тому, что он стремился убрать своего классического «Галилея» с экспозиций. Банти поставил себе цель создавать картины, которые бы отражали естественный эффект солнечного света. Он проводил много долгих экскурсий со своими коллегами; особенно Телемако Синьорини, который оказал на него большое влияние.
В 1861 году Банти отправился в Париж, чтобы учиться у Констана Тройона и Камиля Коро, а затем поселился в Кастельфранко-ди-Сопра, чтобы продолжить изучение природы. Чрезвычайно требовательный к себе и постоянно недовольный своей работой, он редко выставлялся.  В 1870 году Банти был членом жюри в Esposizione Nazionale di Parma, где поссорился с Синьорини. Пять лет спустя он вернулся в Париж, а затем в 1879 году отправился в Лондон, чтобы ознакомиться с английским искусством.
Разногласия между ним и другими Маккьяйоли стали глубже, и его часто критиковали, поэтому он удалился на виллу своей семьи недалеко от Кастельфиорентино. После смерти жены Банти переехал в Монтемурло, где проводил бо́льшую часть своего времени, собирая искусство; часто из школы Маккьяйоли, с которой он во многом примирился. Иногда он даже предоставлял собратьям по школе место для проживания.
Хотя Банти всё ещё стеснялся общественного признания, он принял назначение профессором в Академию изящных искусств во Флоренции и работал в комиссии по реорганизации галереи Уффици.  В 1887 году он вернулся в Лондон, изучал старых мастеров в лондонской Национальной галерее и знакомился с Джеймсом Мак-Нейлом Уистлером.
Банти умер на своей семейной вилле в 1904 году. Десять лет спустя его коллекция была продана с аукциона и рассеялась по миру. Основная часть его художественного наследия находится в «Галерее современного искусства (Флоренция)».

## Избранные картины

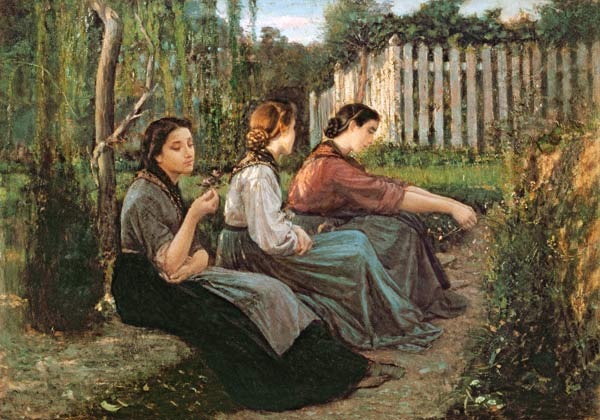
Откровенный разговор
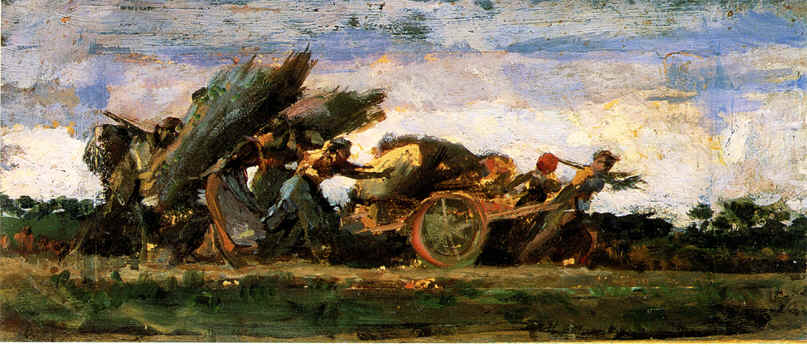
Лесорубы и сборщики хвороста
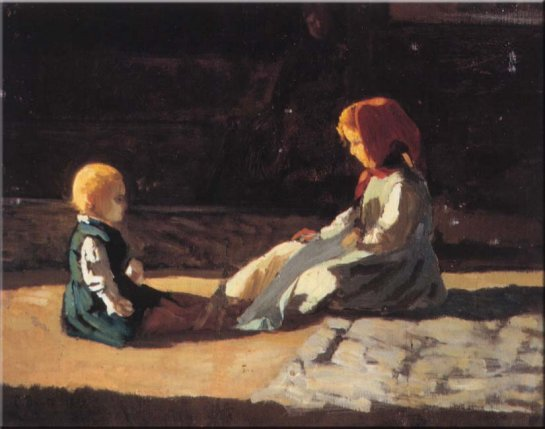
Дети на солнце

## Основные работы
- Domenico Mecherino, figlio di Pacio colono, trovato a disegnare le pecore dal suo padrone Beccafumi  (1848)
- San Rocco  (1855)  dipinto per la Collegiata di Santa Croce sull’Arno  (1851)
- Ritrovamento del cadavere di Lorenzino de' Medici  (1855)
- Episodio del Sacco di Roma  (1856)
- Galileo Galilei davanti all'Inquisizione (1857)
- Torquato Tasso ed Eleonora d'Este  (1858)
- La congiura  (1859)
- Bimbi al sole    (1860), Museo del Corso Roma
- Contadina con un bambino  (1860)
- Riunione di contadine (1861 c.)
- Contadinella (1864), Museo del Corso Roma
- Tre vecchie in riposo (1865 c.)
- In via per la chiesa  (1865 c.)
- Le guardiane di porci  (1865 c.)
- Due contadine toscane  (1865), Museo del Corso Roma
- Il ritorno dalla messa (1865), Museo del Corso Roma
- Alaide in Giardino (ca. 1867), Galerie d'Art moderne (Florence)
- Confidenze (1868)
- Ritratto di Alaide Banti (1870) c., Museo del Corso Roma
- Alaide Banti in giardino (1870)
- Mendicanti (1870)
- Tre Contadine con Alberi (1875), Galerie d'art moderne du Palais Pitti
- Tre contadine (1880)
- Passeggiata sotto la pioggia (1880 c.)
- Le predone (1883)
- Tre contadine sedute dinanzi a una siepe  (1886)
- Le lavoranti di paglia della Val d'Elsa  (1886)
- Filatrici di paglia della Valdelsa (1886)
- Passeggiata al tramonto (1886)
- Passeggaita nell'albereta d'Arno (1886)
- Campagna con cipressi (1890)
- Portici di villa in Toscana
- Marco libera lo schiavo
- Contadina con anatra
- La trecciaiola
- Pastorella
- Scena romantica
- Figura di donna